# محمد برزمهری
محمد برزمهری (۱ فروردین ۱۳۱۹ – ۱۵ شهریور ۱۴۰۳) بازیکن فوتبال اهل ایران بود. برزمهری فوتبال را به‌طور جدی از دورهٔ دبیرستان آغاز کرد. محمود حریری، بنیان‌گذار سپاهان برای نخستین‌بار برزمهری را در سال ۱۳۳۷ به این تیم دعوت کرد. او برای نخستین‌بار در سال ۱۳۴۱ به تیم ملی دعوت شد. وی در تیم‌های شاهین(سپاهان) اصفهان، شاهین تهران، شاهین بوشهر بازی کرد. وی سابقهٔ کاپیتانی و مربیگری در تیم فوتبال سپاهان را نیز دارد. از جمله دروازه‌بان‌هایی که قبل از ایشان در شاهین بودند میتوان به محمد سترگ و رضا نوذری اشاره کرد.
ناصر حجازی، محمد برزمهری را الگوی خود در دروازه‌بانی و یکی از دلایل اصلی ورود به فوتبال می‌دانست.